# Maurice Cauwe
Maurice Cauwe, né à Saint-Servais le 17 octobre 1905 et mort  à Anvers le 20 novembre 1985, dirigeant de grands magasins, pionnier du libre-service en Belgique[réf. nécessaire].

## Biographie
Au sortir de ses humanités, achevées à l'Athénée d'Ixelles, Maurice Cauwe entre à l'École de commerce Solvay où il décroche en 1926, avec grande distinction, le diplôme d'ingénieur commercial. Il suit alors des cours du soir à l'École d'ergologie de Bruxelles et obtient les diplômes de psychotechnicien et de conseiller en orientation. Maurice Cauwe entame sa carrière professionnelle au sein des grands magasins À l’Innovation. Il y gère d'abord la réception des marchandises puis rejoint le service de documentation commerciale, le secrétariat général et enfin devient directeur du personnel du siège de Bruxelles. En 1932, il quitte l'Innovation pour reprendre la direction des Galeries du Bon Marché à Anvers et en restaurer la santé financière. Il décide de cibler une clientèle moins fortunée mais plus nombreuse et de réduire les coûts en créant la centrale d'achat Central-Bazars.
Mobilisé lors du déclenchement de la guerre, il reprend ses activités dès juin 1940 et parvient, grâce à une gestion des stocks exemplaire, et en bravant les restrictions imposées par l'occupant, à approvisionner sa clientèle. Il occupe successivement les postes d'administrateur (1941), de directeur de l'exploitation (1942), d'administrateur-directeur général (1952), d'administrateur délégué (1960) et enfin de président (1966) de la société rebaptisée Le Grand Bazar d'Anvers. Lors d'un voyage d'étude effectué aux États-Unis en 1948, Maurice Cauwe se trouve confronté à la publicité directe, à la vente à crédit, aux comptes ouverts des clients, au libre-service… De retour en Belgique, il procède à une réelle révolution dans le monde de la distribution. Ainsi, il est le premier à ouvrir un supermarché alimentaire en libre-service, à proposer des emballages perdus, et crée le premier hypermarché belge. En 1960, Maurice Cauwe devient administrateur de la S.A. Supermarchés GB et accède sept ans plus tard à sa présidence. En 1968, cette dernière change son nom pour devenir GB Entreprises. Six ans plus tard, lors de sa fusion avec INNO-BM, Maurice Cauwe devient président du groupe GB-INNO-BM. Il occupe ce poste jusqu'en 1977 et reste administrateur du groupe jusqu'en 1981.
Maurice Cauwe sera par ailleurs professeur à l'Institut Supérieur de Commerce d'Anvers, administrateur puis président de l'Association des Grandes Entreprises de Distribution (AGED), administrateur de la Retail Merchant Association de New York et président fondateur de l'URBANICOM (Association Internationale Urbanisme Commerce).

## Sources
- F. BURSTIN, (1975), "Maurice Cauwe, une révolution dans la distribution", Bruxelles.
- F. BURSTIN, (1999), “Cauwe Maurice” in Nouvelle Biographie Nationale, Académie Royale des Sciences, des Lettres et des Beaux-Arts de Belgique, vol. 5, p. 47–49.
- S. JAUMAIN, (1996), “Cauwe Maurice” in G. KURGAN-VAN HENTENRYK, e.a. Dictionnaire des patrons en Belgique: les hommes, les entreprises, les réseaux, Bruxelles, p. 98–100.
- S. JAUMAIN, (1999), “Cauwe Maurice” in Cent grands patrons du vingtième siècle en Belgique, E. Buyst - G. Kurgan-van Hentenryk éd., Bruxelles, p. 42–43, 238.